# Antoine Niquet
Pour les articles homonymes, voir Niquet.
Antoine Niquet ou Antoine de Niquet, ingénieur général des fortifications de Provence, de Dauphiné, de Languedoc, né vers 1640, mort le 24 mai 1726 à Narbonne.
Il est le fils d'Edmé Niquet et de Magdeleine Petit de Brienne-le-Château.

## Biographie

### Associé à l'Académie des Sciences
À la création de l'Académie des sciences, en 1666, il est parmi les jeunes géomètres associés à ses membres comme élève et collaborateur. Il participe aux calculs de table de logarithmes avec Richet et De La Voye-Mignot sous le contrôle d'Adrien Auzout (1621-1699). Il recevait les machines et modèles d'inventions qui étaient soumis à l'Académie. Avec Jean Picard, il participa aux nivellements des jardins de Versailles. Il a réalisé des instruments de précision pour faire les expériences.

### Ingénieur ordinaire
En 1673, il est nommé ingénieur ordinaire, dans le département de Colbert. Il est d'abord affecté à Verdun. En 1675-1676, il a surveillé l'édification des ouvrages à Metz suivant les plans faits par Vauban. Ayant le sentiment de ses forces et ayant un caractère ombrageux, il prétend modifier les plans de Vauban ce qui amène Colbert à écrire à l'intendant des fortifications de Metz le 19 septembre 1676 : «S'il arrive jamais de remuer une pelletée de terre que conformément au mémoire du sieur Vauban, il sera rappelé un quart d'heure après que je m'en serai aperçu». Colbert ajoute «Vous pouvez facilement juger où cet homme qui n'est jamais sorti de Paris, au moins pour une fortification de place ou pour quelque autre fonction d'ingénieur, peut avoir pris la hardiesse, pour ne pas dire l'effronterie, de corriger un homme d'un aussi grand mérite et d'une expérience aussi consommée que le dit sieur Vauban». Colbert menace Niquet de le jeter en prison pour s'être permis de changer les plans de Vauban. Ce dernier ne lui en tient pas rigueur et le tient pour un technicien de valeur.

### Directeur des fortifications de Provence, de Dauphiné, de Languedoc
Antoine Niquet est nommé directeur responsable des places de Toulon et Antibes comme directeur des fortifications de Provence, de Dauphiné, de Languedoc en 1680. Vauban vient visiter ces places en 1682. Vauban dresse à l'issue de cette visite des projets de marine et de fortifications, proportionnés à l'importance de ces places. Il fut ensuite chargé de surveiller les grands travaux d'agrandissement du port de Toulon. Le caractère ombrageux de Niquet va l'amener à avoir maille avec l'intendant de la marine et a failli être mis à la porte du corps des ingénieurs. Il fit même quelques jours de prison. Après la fin des travaux de Toulon il dirigeait une équipe de 5 ingénieurs.
Il a fait la campagne de Gènes en 1684 sous la direction de Seignelay. Il dirigea une brigade d'ingénieurs, une des colonnes d'attaque qui a pris le faubourg de Saint-Pierre-d'Aréna, et il guida les chefs de la flotte. Il est anobli par lettres patentes en 1684.

### Intervention sur le canal des Deux-Mers et le canal de la Robine
En 1685, Louis XIV demanda à Vauban d'inspecter le canal des Deux-Mers dont le concepteur Pierre-Paul Riquet était mort en 1680 et de donner son avis sur ce qu'il conviendrait de faire. Vauban recommande de nommer Niquet pour l'exécution des travaux qu'il a proposés pour assurer une meilleure alimentation en eau. Vauban a aussi envisagé d'y faire passer des bateaux de plus fort tonnage. Niquet, fidèle à sa réputation, décida de ne pas réaliser certains des travaux proposés par Vauban. Niquet écrit «qu'il n'est pas d'avis de les exécuter». Vauban lui a alors répondu : «N'être pas d'avis, ce n'est pas une raison».
À la demande de Seignelay, Vauban visite le port de Sète qui doit être «amélioré tant pour la navigation du canal que pour les galères du Roi». Puis Vauban s'est dirigé vers l'embouchure du Rhône et étudia la manière de joindre Beaucaire à Aigues-Mortes et Arles à Port-de-Bouc. Niquet assure les travaux d'achèvement du port de Sète.
Vauban et Seignelay ont proposé de relier le canal des Deux-Mers à Narbonne, en 1684. Antoine Niquet a dessiné les plans du futur canal de la Robine en 1688, le devis étant présenté le 2 février.
Il est le maître d'œuvre du Port Saint-Étienne à Toulouse, ensemble de bâtiments liés à l'ouverture et à l'exploitation du canal du Midi comme voie de communication fluviale .

### Fin de carrière
Trop fatigué pour en assurer la charge, il est déchargé des places de Dauphiné en 1692. Il est demeuré directeur des fortifications du Languedoc et de la Provence. À cette date, l'organisation des places est regroupée par régions, avec des directeurs des fortifications dépendant de Vauban :
- façade atlantique jusqu'à la Loire : François Ferry,
- Bretagne : Siméon Garangeau,
- Hainaut: Jean de Mesgrigny[5],
- Flandres : Isaac Robelin,
- Alsace : Jacques Tarade,
- Alpes : Guy Creuzet de Richerand,
- Provence et Languedoc : Antoine Niquet.

Il s'est fixé à Narbonne. Il a créé notamment le port de La Nouvelle.
Niquet fait les plans de la jetée de l'ouest à l'embouchure de l'Hérault, en 1698 pour tenter de limiter son ensablement et garantir le commerce du port d'Agde.
Chevalier de l'ordre royal et militaire de Saint-Louis en 1700.
Vauban est de retour sur la côte méditerranéenne à la fin de 1700 après être passé par Guillaumes et Entrevaux. Après avoir admiré le climat et les oranges de Saint-Paul-de-Vence, il a proposé à Le Peletier d'investir dix à douze mille écus pour améliorer l'irrigation du pays pour améliorer sa production. Ce dernier lui répondit sèchement que cela ne regarde pas les fortifications. Il est à Toulon où il travaille avec Niquet sur un nouveau projet d'aménagement du site : retranchement de la ville, aménagement du port et de la darse, défense de la ville avec des forts et des tours. Ils font le devis des travaux estimés à trois millions de livres que Vauban termina le 19 mars 1701.
Il a participé aux travaux de défense pendant le siège de Toulon de 1707. Pour subvenir aux dépenses du siège, il a donné sa vaisselle à la Monnaie.
En 1712, Niquet présente un plan pour lutter contre les ravages que fait l'Aude dans la plaine de Narbonne et de Coursan.
Il est déchargé de la Provence en 1713.
En 1720, Niquet proposa d'employer pour la fermeture des épanchoirs par des poutrelles horizontales posées les unes sur les autres au lieu de vannes.

### Fortune de Niquet
Grâce à sa fortune personnelle, il a fait de fructueuses opérations financières, et investi 60 000 livres dans des parts de propriété du canal du Midi. Il a acheté de nombreux offices comme celui de maire perpétuel de Narbonne ou de conseiller du roi, receveur des tailles et taillon du diocèse de Narbonne, et a fait l'acquisition des domaines de Sérame, Montrabech, Montfort et de la seigneurie d'Argens.

## Famille
- Il s'est marié à Marguerite Augier (1663-1714), à Narbonne, en 1693, dont deux fils et deux filles:
  - Antoine-Hiacinthe de Niquet (1695-1719), son fils aîné est tué devant lui dans un combat singulier entre Montpellier et Béziers.
  - Antoine-Joseph de Niquet (1701-1794), avant-dernier Premier président du parlement de Toulouse en 1770 dont il démissionne en 1787; marié en 1722 avec Marguerite de Tiffault ;
  - Jean-Antoine-Madeleine Niquet (mort en 1779), président à mortier du parlement de Toulouse.